# Neolasioptera thurstoni
Neolasioptera thurstoni är en tvåvingeart som först beskrevs av Brodie 1894.  Neolasioptera thurstoni ingår i släktet Neolasioptera och familjen gallmyggor.
Artens utbredningsområde är Ontario. Inga underarter finns listade i Catalogue of Life.